# Hercules: The Legendary Journeys
Hercules: The Legendary Journeys, conocida en Hispanoamérica como Hércules: Los viajes legendarios y en España como Hércules: Sus viajes legendarios, es una serie de televisión estadounidense basada en la mitología griega y protagonizada por Kevin Sorbo. La serie se estrenó en los Estados Unidos el 16 de enero de 1995 hasta finales de 1999.
La serie de televisión, rodada en un parque natural de Nueva Zelanda, empezó como un telefilm hasta recabar en 5 telefilmes para la televisión en 1994. Los títulos en español corresponden a los emitidos por TVE 1: Hércules y las Amazonas, Hércules y el reino perdido, Hércules y el círculo de fuego, Hércules en el mundo subterráneo, Hércules en el laberinto del Minotauro. Esta última dio paso a la serie de 42 minutos cada episodio. 
Tras el éxito de Hércules, y luego el de Xena: la princesa guerrera, los productores pensaron en una nueva serie derivada llamada El Rey de los ladrones, pero se descartó porque el actor Bruce Campbell no quería trasladarse a vivir en Nueva Zelanda, de ahí que interviniera en contadas ocasiones para las dos primeras series.

## Antecedentes
La serie es una versión libre y fantástica de la mitología griega, no precisamente desde el punto de vista histórico o conocido del mito original; de hecho resultan algo anacrónicas las vestimentas y construcciones que recuerdan paisajes medievales e incluso orientales. 
Kevin Sorbo fue contratado como Hércules a finales de 1993 ya que los productores ejecutivos Robert Tapert y Sam Raimi decían que él era exactamente el tipo de "Joe Montana" que previeron para el papel. Él protagonizó las cinco películas con gran éxito para la televisión "Hércules" para la Universal Studios antes de trasladarse a la serie semanal Hercules: The Legendary Journeys.

## Argumento
Desde hace muchos años, Zeus, rey de los dioses, tomó la forma humana y mantuvo un romance con una joven mujer hermosa llamada Alcmena, engañando a su esposa Hera, la reina de los dioses. Como resultado de este romance, nació un bebé, medio dios medio mortal, que poseyó una fuerza que no se había visto jamás: era Hércules.
Hércules encontró una difícil juventud sin su padre, y Hera, celosa por el romance entre Zeus y Alcmene, atormentaba desde pequeño a Hércules, pero Zeus, prevenido por la cólera de Hera, protegió a Hércules desde su nacimiento. Hércules siempre quiso conocer a su padre, y no tuvo la oportunidad de conocerlo hasta que se hizo grande.
Quirón (Cheiron) fue su mentor, el gran centauro. Hércules y su amigo Yolao aprendieron el arte de la guerra y la manera de ser un verdadero guerrero: para luchar no con cólera, sino con un sentido de la justicia y de la compasión.
Hércules sentó la cabeza como granjero con su esposa Deianeira. Tuvieron tres niños: Aeson, Klonus, y la niña Ilea, durante este tiempo, Hércules e Iolaus emprendieron un buen número de aventuras, el hijo de Zeus había encontrado lo que más amaba en el mundo: su familia, más que en el entusiasmo de sus búsquedas y hazañas.
Continuaba el resentimiento de Hera contra Hércules por las acciones de su padre. Mandó toda clase de monstruos y salvajes para destruir a Hércules que hasta ahora habían sido fallidos, hasta que ella había dirigido su ataque en la única cosa que Hércules valoraba: su familia. La reina de los dioses lanzó dos bolas de fuego que dieron la muerte a Deianera, Aeson, Klonus e Ilea en un abrir y cerrar de ojos.
Hércules, lleno de rabia y de dolor, juró al cielo que haría pagar a Hera por sus acciones para el resto de la vida. Después de quemar su hogar, Hércules fijó su búsqueda en destruir los siete templos de Hera. A lo que más tarde continuó viajando por el mundo, lo más a menudo posible con Iolaus. En otras ocasiones, él se encontró con el compañero algo renuente de Salmoneus, o con Autolycus (el rey de los ladrones) y de otros mortales. En una de sus aventuras, Hércules ayudó a Xena a descubrir el lado bueno que había en ella y para resucitarse a luchar contra el mal.

## Episodios

### Películas piloto
1. HÉRCULES Y LAS AMAZONAS. Hercules and the Amazon Women (Emitido en Estados Unidos el 5 / V / 1994)
Protagonistas: Kevin Sorbo, Anthony Quinn, Michael Hurts. 1994, 85 min.
Guion: Jule Selbo y Andrew Dettmann & Daniel Truly.
Dirección: Bill L. Norton.
Argumento: Hércules se encuentra acosado por su madrastra Hera, reina de los dioses. Cuando acude en ayuda de un pueblo asediado por monstruos misteriosos e invisibles, matan a Iolus y capturan al héroe. Hércules cae bajo el hechizo de Hipólita, que podría destruirle sin remisión... Zeus ayuda a Hércules para retroceder en el tiempo y salvar la vida de Iolus junto con los aldeanos.
2. HÉRCULES Y EL REINO PERDIDO. Hercules and the Lost Kingdom (Emitido en Estados Unidos el 12 / V / 1994)
Protagonistas: Kevin Sorbo, Anthony Quinn, Renee O´Connor, Robert Trebor. 1994, 85 min.
Guion: Christian Williams
Dirección: Harley Cokeliss
Argumento: Un hombre llega agotado pidiendo ayuda al héroe para recuperar la ciudad de Troya, cuyos ciudadanos han sido expulsados por guerreros de Hera. La ciudad está perdida y el semidiós busca la ayuda de su padre Zeus para encontrarla.

3. HÉRCULES Y EL CÍRCULO DE FUEGO. Hercules and the Circle of Fire (Emitido en Estados Unidos el 11 / XI / 1994)
Protagonistas: Kevin Sorbo, Anthony Quinn, Tawney Kitaen. 1994, 85 min.
Guion: Barry Pulman y Andrew Dettmann & Daniel Truly.
Dirección: Doug Lefler.
Argumento: Por todo el mundo, el fuego se está acabando. El planeta acabará por convertirse en un desierto de hielo. La especie humana se ve amenazada con la extinción. Y en el centro de este gran desastre, se encuentra Hera, la reina de los dioses e implacable enemiga de Hércules, quien se ha apoderado de la Antorcha del Fuego Eterno. Hércules no puede fallar, pues si la antorcha muere, toda la vida se irá con ella; y ha de enfrentarse a un sinfín de peligros: un gigante invencible, un amenazador bosque encantado y a lo que es peor, la ira y los celos de su padre, Zeus, rey de los dioses.

4. HÉRCULES EN EL MUNDO SUBTERRÁNEO. Hercules in the Underworld (Emitido en Estados Unidos el 18 / XI / 1994)
Protagonistas: Kevin Sorbo, Anthony Quinn, Michael Hurts,Tawney Kitaen. 1994. 85 min.
Guion: Andrew Dettmann & Daniel Truly.
Dirección: Bill L. Norton.
Argumento: Han pasado unos cuantos años, Hércules vive en familia con su esposa Deianera. Una mujer llega en busca de Hércules para salvar a su pueblo de una grieta que se ha abierto desde el mundo subterráneo, el héroe se adentrará al mundo de los muertos subido en la famosa barca de Caronte, allí se enfrentará al perro guardián, Cerbero.

5. HÉRCULES EN EL LABERINTO DEL MINOTAURO. Hercules in the Maze of the Minotaur (Emitido en Estados Unidos el 24 / XI / 1994)
Protagonistas: Kevin Sorbo, Anthony Quinn, Michael Hurts, Tawney Kitaen. 1994, 85 min.
Guion: Andrew Dettmann & Daniel Truly.
Dirección: Josh Becker.
Argumento: Deianera empieza a preocuparse por Hércules, este se siente aburrido y con falta de aventuras. Un hombre llega en busca del héroe para que le ayude a encontrar a su hermano que se perdió en una cueva misteriosa. Hércules se niega a ir pero Deianera le hará cambiar de parecer.

### Temporada Uno
1. EL CAMINO EQUIVOCADO. The Wrong Path (Emitido en EE. UU. el 6 / I / 95)
2. EL OJO DEL CENTINELA. Eye of the Beholder (Emitido en EE. UU. el 23 / I / 95)
3. EL CAMINO A CALEDONIA. The Road to Calydon (Emitido en EE. UU. el 30 / I / 95)
4. EL FESTIVAL DE DIONISUS. The Festival of Dionysus (Emitido en EE. UU. el 6 / II / 95)
5. ARES. Ares (Emitido en EE. UU. el 13 / II / 95)
6. CUANDO CAE LA OSCURIDAD. As Darkness Falls (Emitido en EE. UU. el 20 / II / 95)
7. EL ORGULLO PRECEDE A LA BATALLA. Pride Comes Before a Brawl (Emitido en EE. UU. el 27 / II / 95)
8. LA MARCHA DE LA LIBERTAD. The March of Freedom (Emitido en EE. UU. el 6 / II / 95)
9. LA PRINCESA GUERRERA. The Warrior Princess (Emitido en EE. UU. el 13 / II / 95)
10. EL GLADIADOR. Gladiator ( Emitido en EE. UU. el 20 / III / 95)
11. LOS MUERTOS DESAPARECIDOS. The Vanishing Dead (Emitido en EE. UU. el 24 / IV / 95)
12. EL DESAFÍO. The Gauntlet (Emitido en EE. UU. el 1 / V / 95)
13. CORAZÓN LIBERADO. Unchained Heart (Emitido en EE. UU. el 8 / V / 95)

### Temporada Dos
1. EL REY DE LOS LADRONES. The King of Thieves. (Emitido en EE. UU. el 4 / IX / 95)
2. BRILLOS Y OROPELES. All That Glitters (Emitido en EE. UU. el 11 / IX / 95)
3. QUÉ IMPORTA UN NOMBRE. What´s in a Name? (Emitido en EE. UU. el 18 / IX / 95)
4. EL SITIO DE NAXOS. The Siege at Naxos (Emitido en EE. UU. el 25 / IX / 95)
5. PARIA. Outcast ( Emitido en EE. UU. el 2 / X / 95)
6. BAJO EL CIELO DESNUDO. Under the Broken Sky (Emitido en EE. UU. el 9 / X / 95)
7. LA MADRE DE TODOS LOS MONSTRUOS. The Mother of all Monsters (Emitido en EE. UU. el 17 / X / 95)
8. EL OTRO LADO. The Other Side. (Emitido en EE. UU. el 30 / X / 95)
9. LUCHANDO CON EL FUEGO. The Fire Down Below (Emitido en EE. UU. el 6 / XI / 95)
10. LA SOMBRA DEL GIGANTE Cast a Giant Shadow (Emitido en EE. UU. el 13 / XI / 95)
11. CAMINO DIRECTO AL HADES. Highway to Hades (Emitido en EE. UU. el 20 / XI / 95)
12. LA ESPADA DE LA VERDAD. Sword of Veracity (Emitido en EE. UU. el 8 / I / 96)
13. LA VERDUGO. The Enforcer (Emitido en EE. UU. el 15 / I / 96)
14. ÉRASE UNA VEZ UN HÉROE. Once a Hero (Emitido en EE. UU. el 29 / I / 96)
15. CORAZONES ENAMORADOS. Heedless Hearts. (Emitido en EE. UU. el 5 / II / 96)
16. QUE EMPIECEN LOS JUEGOS. Let The Games Begin. (Emitido en EE. UU. el 12 / II / 96)
17. LA MANZANA. The Apple. (Emitido en EE. UU. el 19 / II / 96)
18. PROMESAS. Promises. ( Emitido en EE. UU. el 4 / III / 96)
19. REY POR UN DÍA. King For A Day.(Emitido en EE. UU. el 18 / III / 96)
20. EL RETO DE PROTEO. Protean Challenge. (Emitido en EE. UU. el 22 / IV / 96)
21. LA BODA DE ALCMENE. The Wedding Of Alcmene. (Emitido en EE. UU. el 29 / IV / 96)
22. EL PODER. The Power. (Emitido en EE. UU. el 6 / V / 96)
23. EL VIAJE DEL CENTAURO MENTOR. Centaur Mentor Journey. (Emitido en EE. UU. el 13 / V / 96)
24. LA CUEVA DEL ECO. The Cave Of Echoes.(Emitido en EE. UU. el 24 / VI / 96)

### Temporada Tres
1. MERCENARIO. Mercenary. (Emitido en EE. UU. el 30 / IX / 96)
2. UN DÍA CELESTE. Doomsday. (Emitido en EE. UU. el 7 / X / 96)
3. EL AMOR SE VA DE VACACIONES. Love Takes a Holiday. (Emitido en EE. UU. el 14 / X / 96)
4. QUERIDÍSIMA MOMIA. Mummy Dearest. (Emitido en EE. UU. el 21 / X / 96)
5. NO TE MUERAS. Not Fade Away. (Emitido en EE. UU. el 18 / X / 96)
6. EL PEQUEÑO MONSTRUO EN LA TIERRA PROMETIDA. Monster-Child in the Promise Land. (Emitido en EE. UU. el 4 / XI / 96)
7. EL MONSTRUO DE OJOS VERDES. The Green Eyed Monster. (Emitido en EE. UU. el 11 / XI / 96)
8. EL PRÍNCIPE HÉRCULES. Prince Hercules. (Emitido en EE. UU. el 18 / X / 96)
9. UNA ESTRELLA PARA GUIARNOS. A Star to Guide Them. (Emitido en EE. UU. el 9 / XII / 96)
10. LA DAMA Y EL DRAGÓN. Lady and the Dragon. (Emitido en EE. UU. el 13 / I / 97)
11. LARGA VIDA AL REY. Long Live the King. (Emitido en EE. UU. el 20 / I / 97)
12. SORPRESA. Surprise. (Emitido en EE. UU. el 27 / I / 97)
13. ENCUENTRO. Encounter. (Emitido en EE. UU. el 3 / II / 97)
14. CUANDO UN HOMBRE AMA A UNA MUJER. When A Man Loves A Woman. (Emitido en EE. UU. el 10 / II / 97)
15. EL DÍA DEL JUICIO. Judgement Day. (Emitido en EE. UU. el 17 / II / 97)
16. LA CIUDAD PERDIDA. Lost City. (Emitido en EE. UU. el 24 / II / 97)
17. LOS DESPRECIABLES. Les Contemptibles. (Emitido en EE. UU. el 7 / IV / 97)
18. REINADO DE TERROR. Reign of Terror. (Emitido en EE. UU. el 14 / IV / 97)
19. EL FIN DEL COMIENZO. End of the Beginning. (Emitido en EE. UU. el 21 / IV / 97)
20. NOVIA DE GUERRA. War Brides. (Emitido en EE. UU. el 28 / IV / 97)
21. UN LUGAR DURO Y UNA ROCA. Rock and a Hard Place. (Emitido en EE. UU. el 5 / V / 97)
22. ATLÁNTIDA. Atlantis. (Emitido en EE. UU. el 12 / V / 97)

### Temporada Cuatro
1. UNA PLANTA DE JUDÍAS Y TRES HUEVOS. Beanstalks and Bag Eggs. (Emitido en EE. UU. el 29 / IX / 97)
2. CORAZÓN DE HÉROE. Hero´s Heart. (Emitido en EE. UU. el 6 / X / 97)
3. REMORDIMIENTOS... SÉ LO QUE SON. Regrets... I´ve Had a Few. (Emitido en EE. UU. el 13 / X / 97)
4. TELARAÑA DE DESEO. Web of Desire. (Emitido en EE. UU. el 20 / X / 97)
5. EXTRAÑO EN UN MUNDO DE EXTRAÑOS. Stranger in a Strange World. (Emitido en EE. UU. el 27 / X / 97)
6. DOS HOMBRES Y UN BEBÉ. Two Men and a Baby. (Emitido en EE. UU. el 3 / XI / 97)
7. LA HERMANA PRÓDIGA. Prodigal Sister. (Emitido en EE. UU. el 10 / XI / 97)
8. Y SIÉNTETE LIBRE. ...A Fancy Free. (Emitido en EE. UU. el 17 / X / 97)
9. SI YO TUVIERA UN MARTILLO. If I Had A Hammer... (Emitido en EE. UU. el 12 / I / 98)
10. EL JUICIO DE HÉRCULES. Hercules on Trial. (Emitido en EE. UU. el 19 / I / 98)
11. CULPA DE MEDEA. Medea Culpa. (Emitido en EE. UU. el 26 / I / 98)
12. HOMBRES DE ROSA. Men In Pink. (Emitido en EE. UU. el 2 / II / 98)
13. ARMAGEDÓN parte 1. Armageddon Now I. (Emitido en EE. UU. el 9 / II / 98)
14. ARMAGEDÓN parte 2. Armageddon Now II. (Emitido en EE. UU. el 16 / II / 98)
15. SÍ VIRGINA, HÉRCULES EXISTE. Yes Virginia, There Is A Hercules. (Emitido en EE. UU. el 23 / II / 98)
16. PÓRKULES. Porkules. (Emitido en EE. UU. el 16 / III / 98)
17. UN DÍA BESTIAL. One Fowl Day. (Emitido en EE. UU. el 23 / III / 98)
18. MI HERMOSA PASTELITO. My Fair Cupcake. (Emitido en EE. UU. el 13 / IV / 98)
19. HERIDAS DE GUERRA. War Wounds. (Emitido en EE. UU. el 20 / IV / 98)
20. CREPÚSCULO. Twilight. (Emitido en EE. UU. el 27 / IV / 98)
21. EL MEJOR DIOS. Top God. (Emitido en EE. UU. el 4 / V / 98)
22. ENCUENTROS. Reunions. (Emitido en EE. UU. el 11 / V / 98)

### Temporada Cinco
1. LA FE. Faith. (Emitido en EE. UU. el 28 / IX / 98)
2. DESCENSO. Descent. (Emitido en EE. UU. el 5 / X / 98)
3. RESURRECCIÓN. Resurrection. (Emitido en EE. UU. el 12 / X / 98)
4. GENIOS, GRIEGOS Y TURCOS ¡CARAMBA!. Genies and Grecians and Geeks. Oh My. (Emitido en EE. UU. el 19 / X / 98)
5. AL CÉSAR LO QUE ES DEL CÉSAR. Render Unto Caesar... (Emitido en EE. UU. el 26 / X / 98)
6. NÓRDICO EN ESCANDINAVIA. Norse by Norsevest. (Emitido en EE. UU. el 2 / XI / 98)
7. EN ALGÚN LUGAR SOBRE EL PUENTE DEL ARCO IRIS. Somewhere Over Rainbow Bridge. (Emitido en EE. UU. el 5 / XI / 98)
8. EL NACIMIENTO DE LA OSCURIDAD. Darkness Risng. (Emitido en EE. UU. el 16 / XI / 98)
9. PARA AQUELLOS QUE SE INCORPORAN AHORA. For Those of You Just Joining Us... (Emitido en EE. UU. el 4 / I / 99)
10. HAYA LUZ. Let There Be Light. (Emitido en EE. UU. el 11 / I / 99)
11. LA REDENCIÓN. Redemption. (Emitido en EE. UU. el 18 / I / 99)
12. EN MIL PEDAZOS. Sky Hight. (Emitido en EE. UU. el 25 / I / 99)
13. CADA VEZ MÁS EXTRAÑO. Stranger and Stranger. (Emitido en EE. UU. el 1 / II / 99)
14. SOLO ESTAMOS DE PASO. Just Passing Through. (Emitido en EE. UU. el 8 / II / 99)
15. GRECIA ESTÁ QUE ARDE. Greece is Burning. (Emitido en EE. UU. el 15 / II / 99)
16. SIEMPRE NOS QUEDARÁ CHIPRE. We´ll Always Have Cyprus. (Emitido en EE. UU. el 22 / II / 99)
17. LA ACADEMIA. The Academy. (Emitido en EE. UU. el 22 / III / 99)
18. AMOR CON HIELO. Love On The Rocks. (Emitido en EE. UU. el 19 / IV / 99)
19. HUBO UNA VEZ UN FUTURO REY. Once Upon a Future King. (Emitido en EE. UU. el 26 / IV / 99)
20. DESVANECIMIENTO. Fade Out. (Emitido en EE. UU. el 3 / V / 99)
21. LA BODA DE MI MEJOR AMIGA. My Best Girl´s Wedding. (Emitido en EE. UU. el 10 / V / 99)
22. EL APOCALIPSIS. Revelations. (Emitido en EE. UU. el 17 / V / 99)

### Temporada Seis
1. POSEÍDO POR EL DIABLO. Be Deviled. (Emitido en EE. UU. el 27 / IX / 99)
2. AMOR AL ESTILO AMAZONA. Love, Amazon Style. (Emitido en EE. UU. el 4 / X / 99)
3. REBELDE CON CAUSA. Rebel with a Cause. (Emitido en EE. UU. el 11 / X / 99)
4. VISIBLE OSCURIDAD. Darkness Visible. (Emitido en EE. UU. el 25 / X / 99)
5. HÉRCULES, VAGABUNDOS Y LADRONES. Hercules, Tramps and Thieves. (Emitido en EE. UU. el 1 / XI / 99)
6. LA CIUDAD DE LOS MUERTOS. City of the Dead. (Emitido en EE. UU. el 8 / XI / 99)
7. DIVERSIÓN DE BRUJAS. Wicked Good Time. (Emitido en EE. UU. el 15 / XI / 99)
8. CÍRCULO COMPLETO. Full Circle. (Emitido en EE. UU. el 22 / XI / 99)

## Personajes
- Hércules (Kevin Sorbo, con Ian Bohen y Ryan Gosling como el joven Hércules)
- Yolao (Michael Hurst, con Dean O'Gorman como el joven Iolaus)
- Autolycus (Bruce Campbell)
- Salmoneus (Robert Trebor)
- Ares (Kevin Smith)
- Zeus (Anthony Quinn, Charles Keating)
- Deyanira (Tawny Kitaen)
- Afrodita (Alexandra Tydings)
- Serena (Sam Jenkins "Sam Sorbo")
- Jason (Jeffrey Thomas)
- Morrigan (Tamara Gorski)
- Nebula (Gina Torres)
- Xena (Lucy Lawless)
- Gabrielle (Renée O'Connor)
- Discordia (Meighan Desmond)
- Hades  Erik thompson

## Emisiones en España
En España fue transmitida a través de TVE 1 el 3 de febrero de 1997 hasta el verano de 2002 (emisiones fin de semana matinales. Finalmente tardes de lunes a viernes), sucesivas repeticiones se emitieron en Calle 13 (miércoles 22 horas. Lunes a viernes 19 horas), SciFi (lunes a viernes, 20 horas) y varias cadenas autonómicas españolas.
Televisivamente cabe destacar el regreso de Hércules a TVE, por el canal de La 2, seis años después de su última emisión en la pública, reanudando las reposiciones desde temporada 1 el 29 de septiembre de 2009, con el horario de lunes a viernes a las 19.30 horas. Debido al nuevo modelo de financiación de TVE que obliga a retirar todas las series norteamericanas de su programación a partir de enero de 2010, Hércules fue la gran excepción y desde el 11 de enero fue la única (y última) serie USA que siguió emitiéndose por la pública con el horario de lunes a viernes a las 14.50 horas. 
Después de 5 años y medio de grabaciones y 6 temporadas en 111 episodios, era vista en más de 115 países en todo el mundo. La serie tuvo dos serie derivada: Xena: la princesa guerrera (1995-2001) y El joven Hércules (1997-1998), también emitidas por TVE y FORTA.
Trayectoria de la serie en España. Todo comenzó un día de reyes de 1997 con el estreno de HÉRCULES Y LAS AMAZONAS por TVE1 (hoy La 1 de TVE), desde entonces y sin paragón se ha ido emitiendo la serie hasta nuestros días.
- 2 de enero de 1997, La 1 de TVE estrena HÉRCULES Y LAS AMAZONAS.
- 7 de enero de 1997, La 1 de TVE estrena HÉRCULES Y EL REINO PERDIDO.
- 12 de enero de 1997, La 1 de TVE estrena HÉRCULES Y EL CIRCULO DE FUEGO.
- 19 de enero de 1997, La 1 de TVE estrena HÉRCULES EN EL MUNDO SUBTERRANEO.
- 26 de enero de 1997, La 1 de TVE estrena HÉRCULES EN EL LABERINTO DEL MINOTAURO.
- 27 de enero de 1997, La 1 de TVE estrena la serie, temporadas uno y dos, de lunes a viernes a las 19:00 horas. La reposición de las dos primeras temporadas aconteció a diario a la misma hora entre el 28 de abril y el 27 de junio de 1997.
- Meses de verano de 1998, La 1 de TVE estrena Temporada 3, sábados y domingos por la mañana. El estreno aconteció el 14 y el 21 de junio de 1998. Posteriormente se emitirá los fines de semana de mañanas a partir de agosto de ese año.
- Verano de 1999, La 1 de TVE estrena Temporada 4, solo los domingos por la mañana.
- Navidades de 2000, La 1 de TVE estrena los nueve primeros episodios de temporada 5 de lunes a viernes por la mañana.
- Año 2001, CALLE 13 hace lo mismo que TVE y estrena los miércoles a las 22 horas la Temporada 5 hasta el episodio nueve.
- Julio de 2001, la serie pasa a La 2 de TVE, repiten los episodios de temporada 4 de lunes a viernes por las tardes.
- El canal de pago Calle 13 repite continuamente la serie, no puede estrenar la Temporada 5 y 6 sin permiso de TVE.
- De junio a agosto de 2002, La 2 de TVE estrena el resto de temporada 5 y Temporada 6, lunes a viernes por la tarde.
- De enero a febrero de 2003. La 2 de TVE repite desde el episodio 10 la Temporada 5 a la Temporada 6, de lunes a viernes por la tarde.
- Sucesivas emisiones se han dado en los canales de pago Calle 13 y SciFi (desde el 2000 a la actualidad) y también en las Autonómicas de la FORTA desde el año 2006 aproximadamente.
- 29 de septiembre de 2009. Seis años después Televisión Española decide recuperar la serie, de nuevo desde el principio de lunes a viernes a las 19.40 horas por La 2.
- 11 de enero de 2010. El nuevo modelo económico de TVE sin publicidad les obliga a retirar todas las series norteamericanas de su programación, pero a falta de once episodios por emitir hasta el final de HÉRCULES, TVE decide continuar emitiendo cambiándola de horario, de lunes a viernes a las 14.50 horas por La 2, consiguiendo ser la única serie norteamericana que continúa por la cadena del estado.
- 26 de enero al 4 de marzo de 2010. Tras emitir toda la serie, TVE decide seguir emitiéndola en el horario de lunes a viernes a las 14.50 horas por La 2 desde temporada 1, siendo así el cuarto pase de toda la serie desde su primera emisión por la pública. La serie deja de emitirse tras el episodio 14 de la temporada 2 para dar paso a programas socioculturales de producción propia.
- Junio de 2010. TVE, poseedora de los derechos de emisión, después de programar la serie por La 2, la ofrece ahora todas las noches a partir de las 22.30 h. a través de Clan (TVE). Continuó a partir del episodio 15 de la temporada 2.
- 25 de marzo de 2024. La serie regresa a la televisión nacional y se emite por el canal Gol Play en horario matinal a partir de las 9:00 horas a razón de tres capítulos diarios de lunes a viernes.

## Emisión en Latinoamérica
- Argentina: Canal Trece
- Ecuador: RTS
- Paraguay: SNT
- Uruguay: Monte Carlo TV
- República Dominicana: Telesistema Canal 11
- Perú: ATV

## Lanzamiento en DVD
En 1997, la distribuidora española Universal Pictures Iberia lanzó al mercado las cuatro primeras películas de Hércules en formato VHS, con distinto doblaje al español a la serie emitida en TVE por aquellas fechas.
No sería hasta el año 2003 cuando Hércules vería la luz por primera vez en formato digital DVD, la distribuidora norteamericana Anchor Bay Entertainment lanzó las 6 temporadas y todas las películas para Estados Unidos incluyendo los primeros extras de producción y entrevistas con los actores y productores de la serie televisiva.
En España, Universal Pictures Iberia lanza el 26 de agosto de 2003 un pack de dos discos DVD con cinco episodios sueltos donde aparecen Hércules y Xena a modo de recapitulación sin ningún tipo de extra.
Había que esperar al 27 de agosto de 2009 para que su serie derivada (Xena) tuviera su primer pack de temporada 1 para el mercado español y que abría la posibilidad de una edición en DVD para Hércules que ahora ya se puede confirmar.
El 25 de marzo de 2010 aparece el primer pack Hércules temporada 1 para España, 13 episodios en 4 discos DVD, formato de imagen 1.33:1 4/3 y audio Dolby Digital 2.0 inglés y castellano, con subtítulos en español. A un precio recomendado de 24,95 euros. 
La imagen de la carátula es igual a la versión francesa aparecida en 2008.
El 24 de junio de 2010 se vende la temporada 2 para España de Hércules. 24 episodios en 6 discos DVD, formato de imagen 1.33:1 4/3 y audio Dolby Digital 2.0 inglés y castellano, con subtítulos en castellano. A un precio recomendado de 39,95 euros. En esta ocasión la carátula es exactamente la misma de la Temporada 1 para Estados Unidos (Universal USA).